# 's-Hertogenbosch
's-Hertogenbosch ( [ˌsɛrtoːɣə(n)ˈbɔs]IPA, neformálně Den Bosch, latinsky Silva ducis, francouzsky Bois-le-Duc, německy Herzogenbusch) je hlavní město nizozemské provincie Severní Brabantsko. Leží na řece Dommel a průplavu Zuid Willemsvaart v bažinaté krajině asi 80 km jižně od Amsterdamu. Ve městě žije přibližně 159 tisíc obyvatel, je sídlem provinční správy, soudů, zdravotnických zařízení a Akademie výtvarných umění a dalších škol i katolického biskupství.
Město je důležitým železničním dopravním uzlem s přímým rychlíkovým spojením do Amsterdamu, Utrechtu, Eindhovenu, Maastrichtu a Nijmegenu. Je zde řada menších a středních průmyslových podniků, zejména průmysl tabákový, textilní, obuvnický, strojírenský aj., převládají ale služby.

## Historie

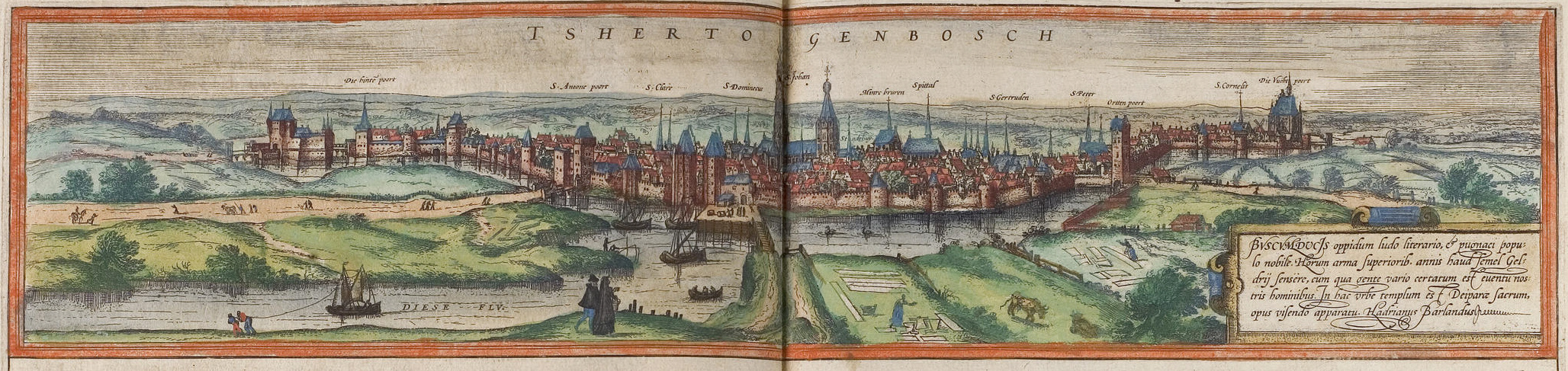
Rytina z Atlasu evropských měst z r. 1572

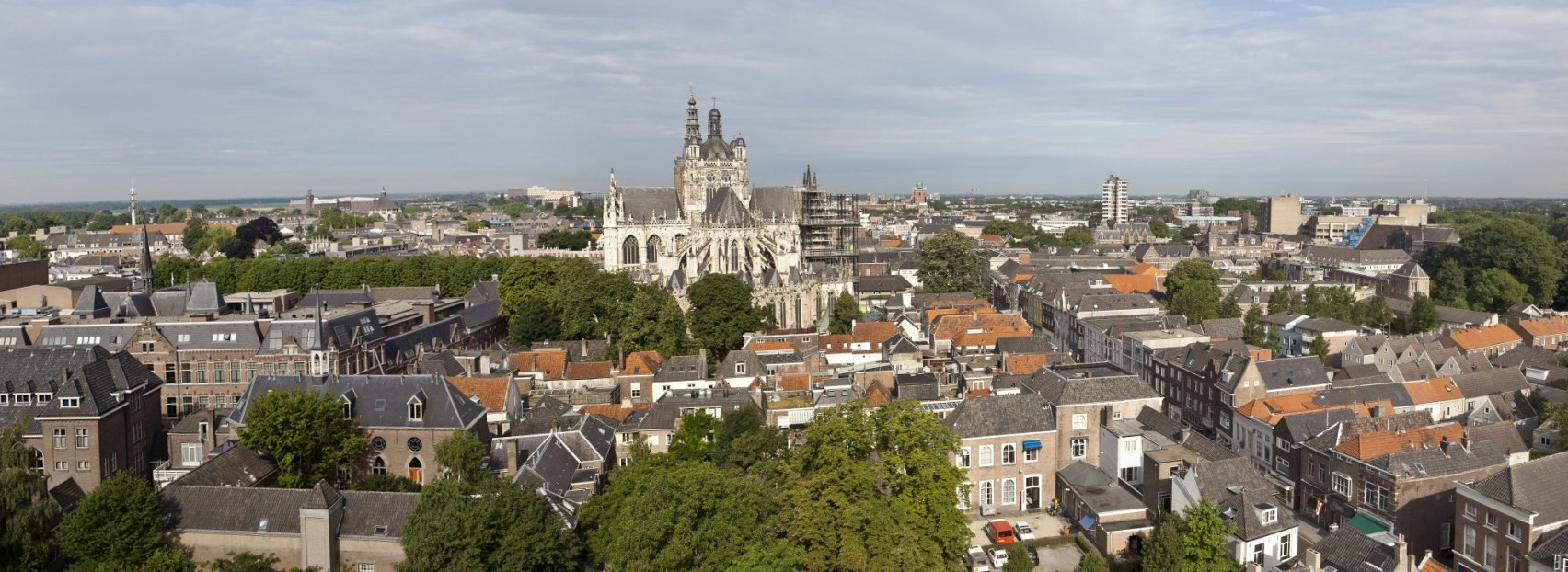
Panorama města

Místo již v římské době osídlil severogermánský kmen Batávů, které kolem roku 50 př. n. l. z jihu napadl germánský kmen Chattů. Kolem roku 12 př. n. l. římská armáda pod vedením Drusa toto území připojila ke své provincii Galia Belgica. 
Ve středověku se sídlo pod vládou brabantských knížat rozrostlo na město s názvem "Silva ducis" (česky Knížecí les). Roku 1185 získalo městská práva, roku 1196 byla podle kronik vystavena (nedochovaná) zakládací listina. Ve 14. století byla založena katedrála a rozvíjela se řemesla i obchod, díky kterému v letech 1450–1525 velmi prosperovalo. 
Město značně utrpělo během osmdesátileté války za nezávislost Nizozemí (1568-1648), kdy městu velel generál Claude de Berlaymont v čele španělské katolické armády a Španělé odvezli mnohá umělecká díla. Roku 1629 město dobyl princ Frederik Hendrik Oranžský a v následujících letech byla zbudována nedobytná citadela, jíž se město ubránilo před francouzskou armádou krále Ludvíka XIV. i Napoleona Bonaparte. Roku 1795 zdejší revolucionáři vstoupili do Batávské republiky, po jejím vyvrácení roku 1810 bylo město přičleněno k Francii. Roku 1814 je dobyli Prusové a roku 1815 bylo připojeno ke Spojenému království Nizozemí a prohlášeno hlavním městem země Severní Brabantsko. Vybudování kanálu Zuid-Willemswart bylo impulsem pro oživení průmyslu a říčního obchodu.
Za druhé světové války město značně trpělo.  Němečtí nacisté obsadili Holandsko roku 1940, roku 1943 v blízkosti města zřídili koncentrační tábor, v němž skončilo na 30 000 obětí, z nichž 12 000 byli Židé. Ve dnech 24.-27. října 1944 město osvobodila britská armáda v čele s generálmajorem Robertem Knoxem Rossem. V 60. letech bylo město silně modernizováno a propojeno sítí kanálů. Do metropolitní aglomerace byla připojena desítka sousedních obcí.

## Pamětihodnosti
- Katedrála svatého Jana (Sint-Jins Katedraal) gotická trojlodní bazilika z let 1380–1450, dlouhá 115 m; je poutním místem s uctívanou soškou Panny Marie a jednou z nejvýznamnějších katolických staveb v Nizozemí.
- Radnice (Stadhuis) z roku 1670, raně barokní
- De Moriaan, nejstarší dům ve městě, cihlová konstrukce ze 13. století
- Citadela
- Část městských hradeb
- Kanál Binnendieze je propojením říčky Dommel, zčásti tekoucí v podzemí, vlévá se v hradbách do řeky Dieze, která je přítokem řeky Maasy

### Muzea
- Muzeum Severního Brabantska, s historickými a uměleckými sbírkami
- Muzeum Hieronyma Bosche (Jheronimus Bosch Art Center) sídlí v gotickém chrámu sv. Jakuba Většího; vystavuje dvě desítky Boschových obrazů a jejich replik, včetně repliky slavné Zahrady pozemských rozkoší, v prostoru jsou zavěšeny trojrozměrné rekonstrukce jeho fantaskních bytostí; promítá se audiovizuální program.
- Design Museum, moderního umění
- Autotron, muzeum aut v Rosmalenu

## Sport
- Prvoligový fotbalový oddíl FC Den Bosch hraje na stadionu De Vliert pro 8 500 diváků.
- Profesionální basketbalový tým Heroes Den Bosch hraje v hale Maaspor s kapacitou 2 7000 diváků.
- Každoročně v červnu se pořádá profesionální tenisový turnaj Libéma Open na travnatých dvorcích.

## Osobnosti
- Hieronymus Bosch (1450–1516), malíř
- Georgius Macropedius (1487–1558), humanista a dramatik
- Abraham van Diepenbeeck (1596–1675), malíř a kreslíř
- Willem Boudewijn Donker Curtius van Tienhoven (1778–1858), jurista a státní ministr
- Jakob Moleschott (1822–1893), lékař a materialista
- Jan de Quay (1901–1985), premiér Nizozemska v letech 1959–1963

## Partnerská města
- Trevír, Německo (1968)
- Lovaň, Belgie (1984)
- Focșani, Rumunsko

## Galerie

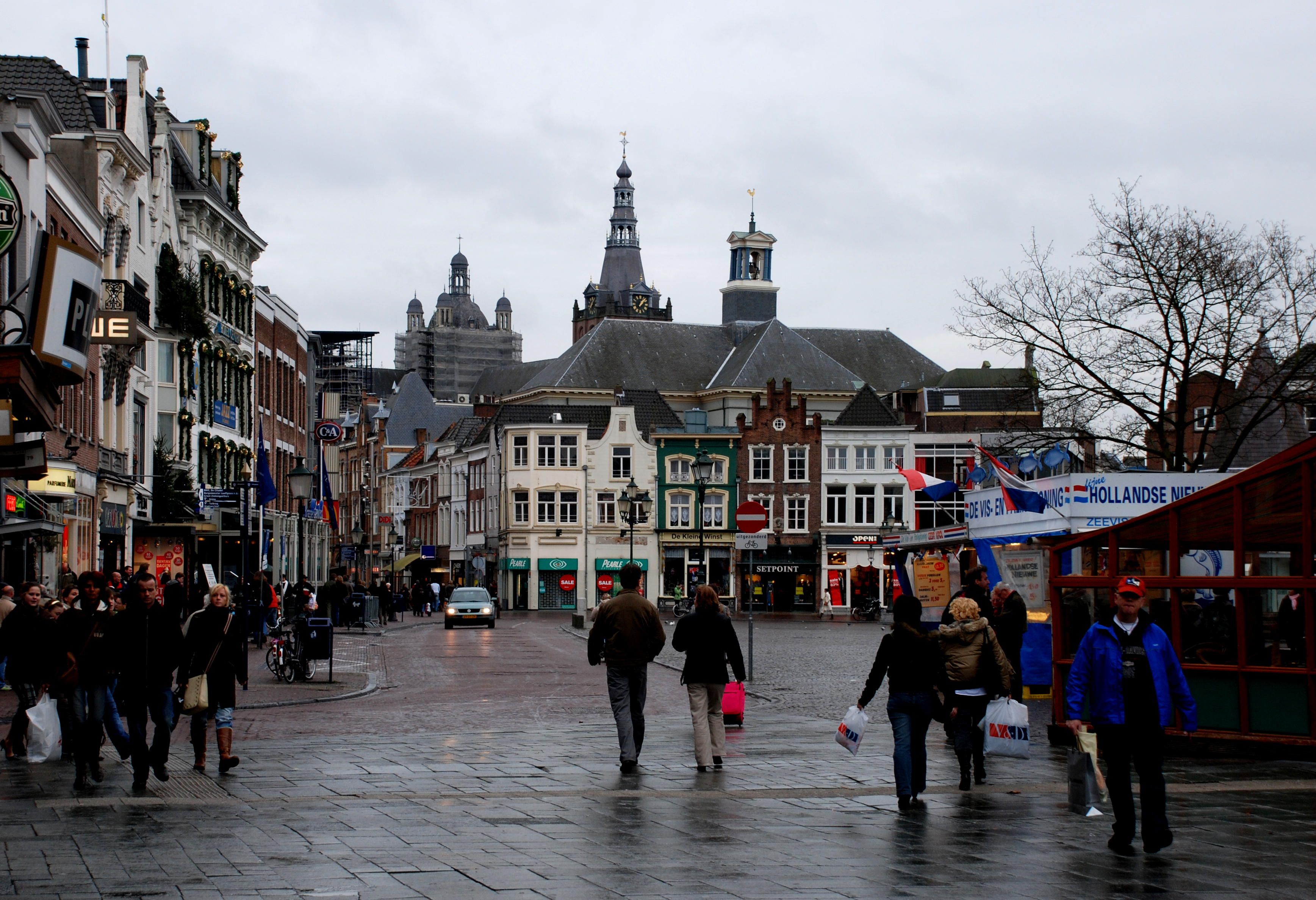
Tržiště
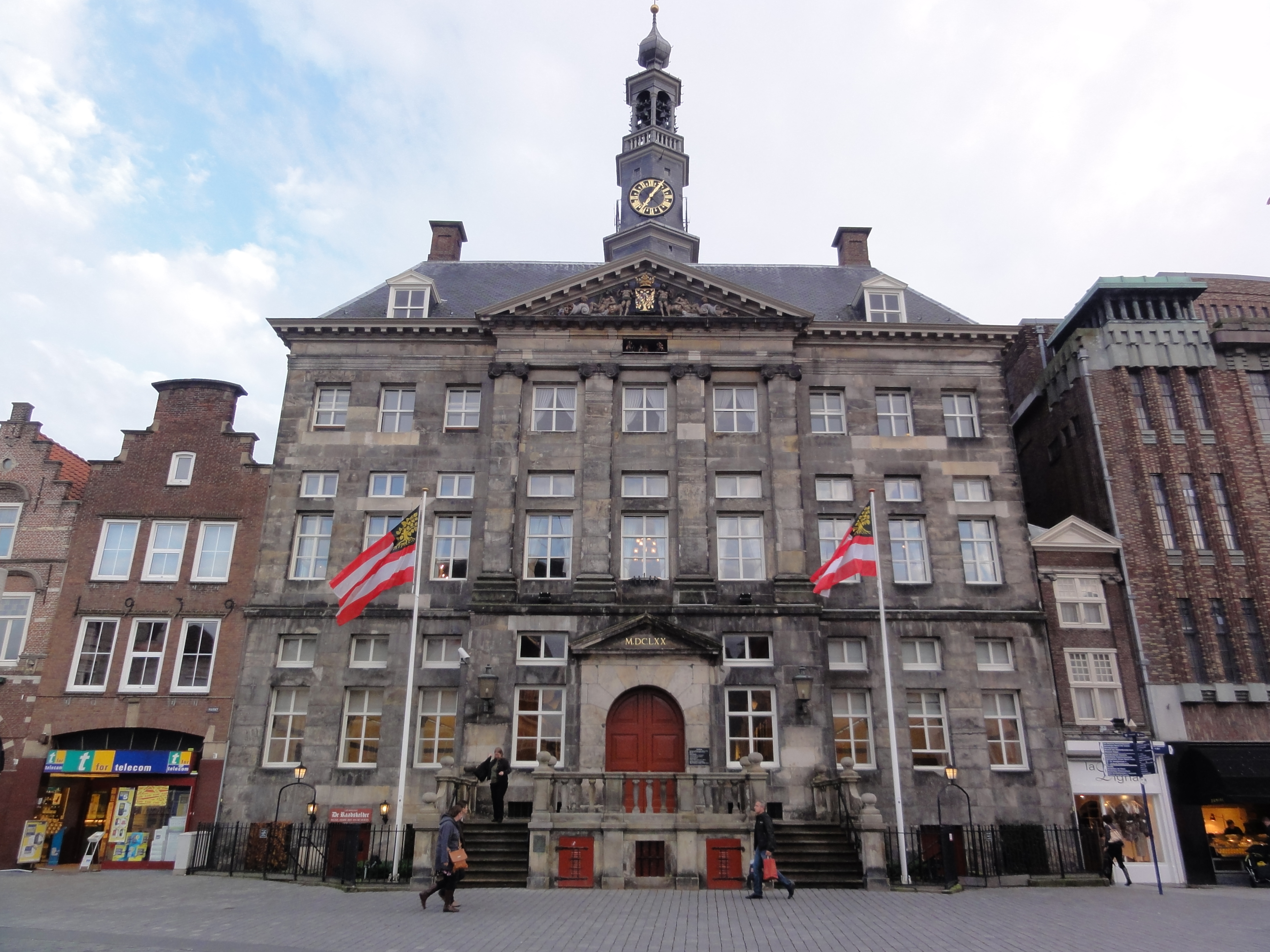
Radnice
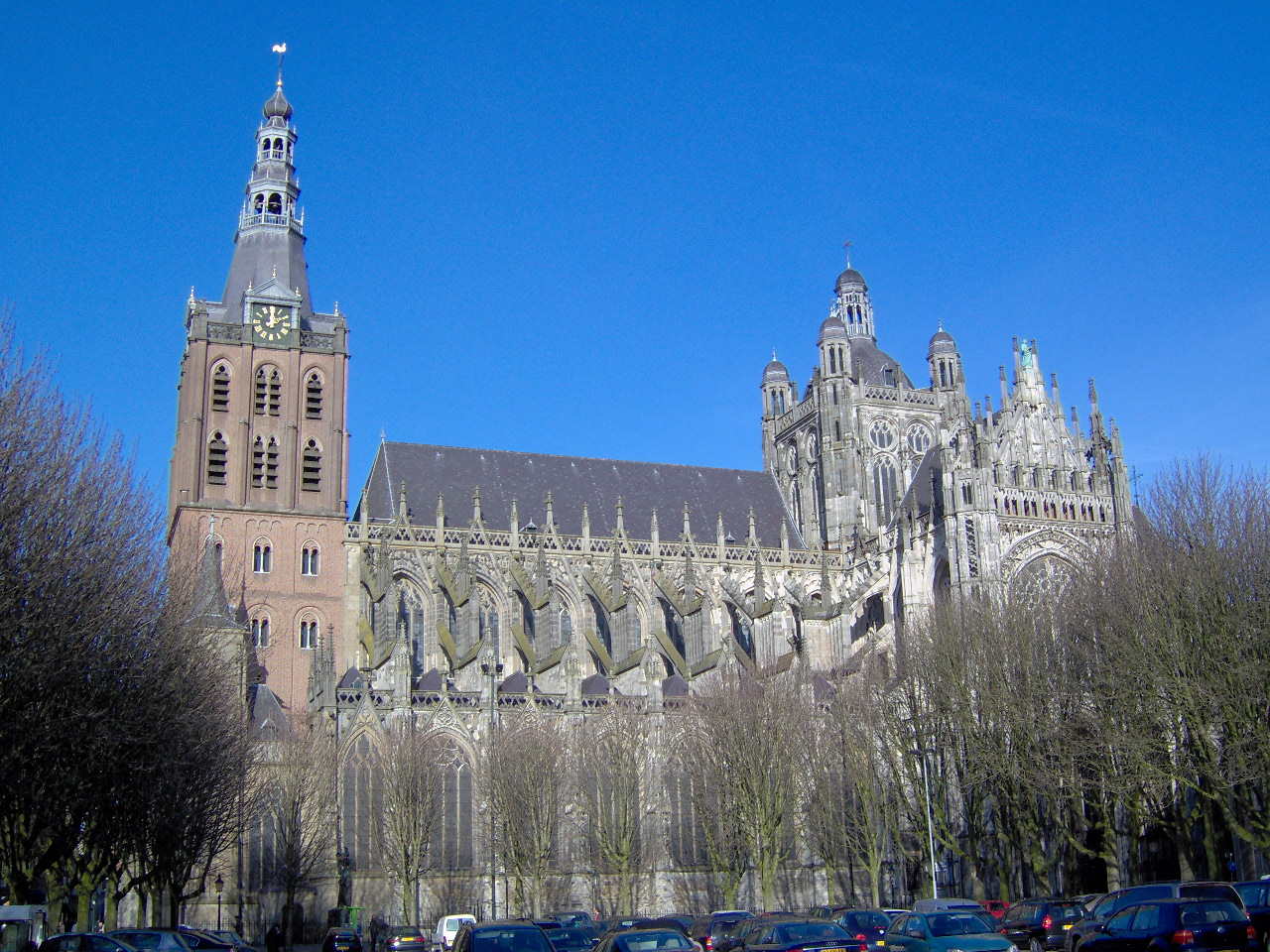
Katedrála sv. Jana od jihu
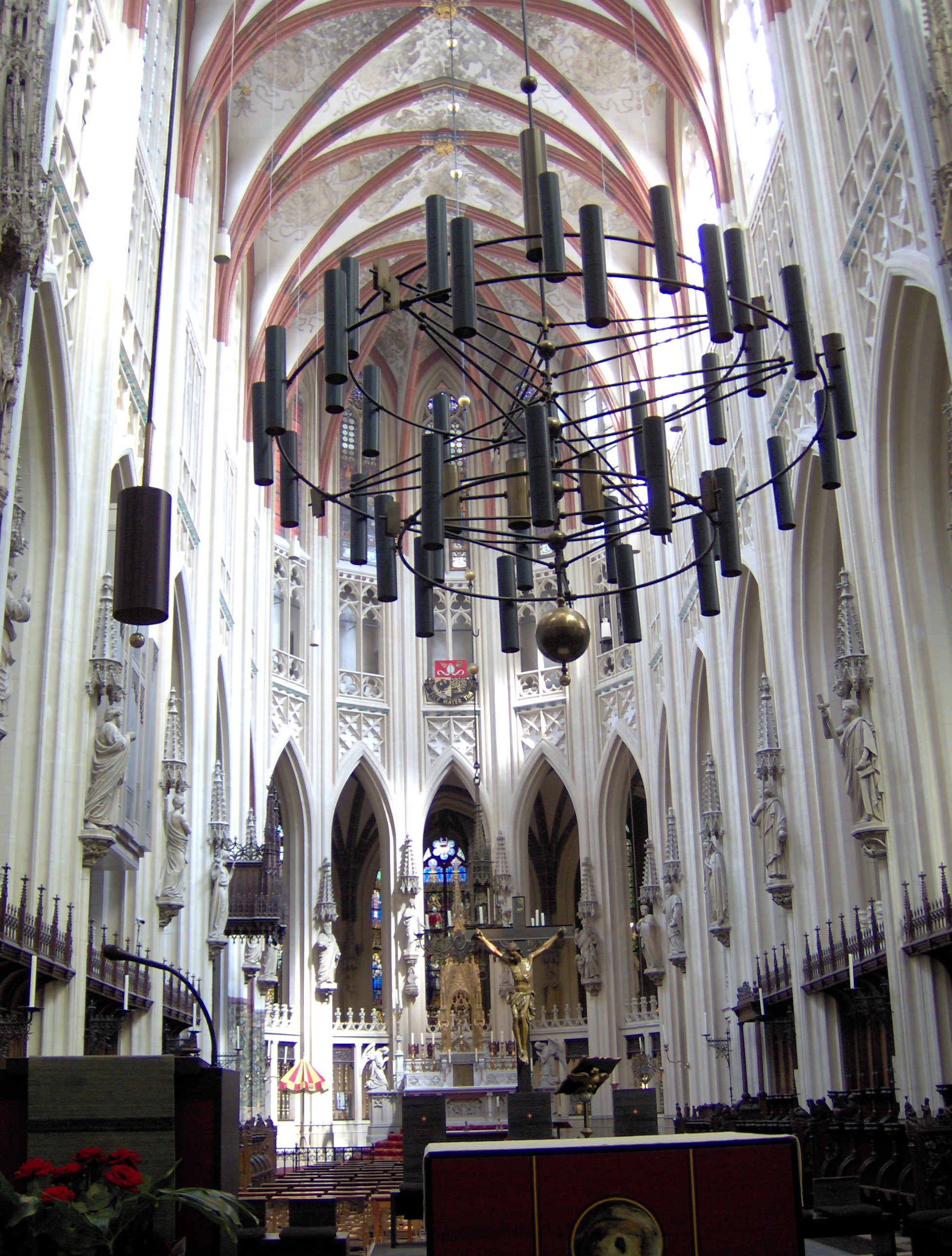
Interiér katedrály
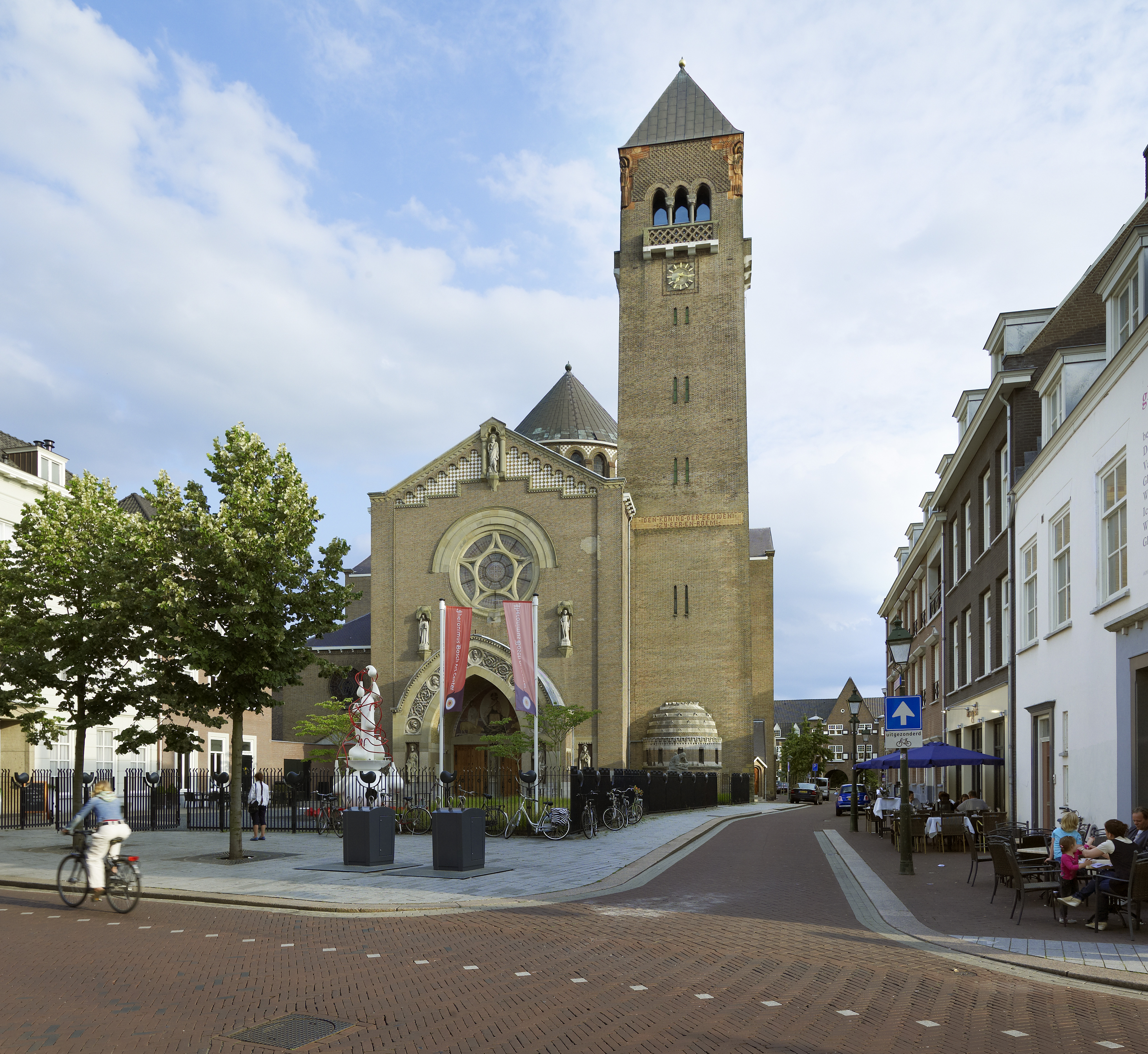
Kostel sv. Jakuba
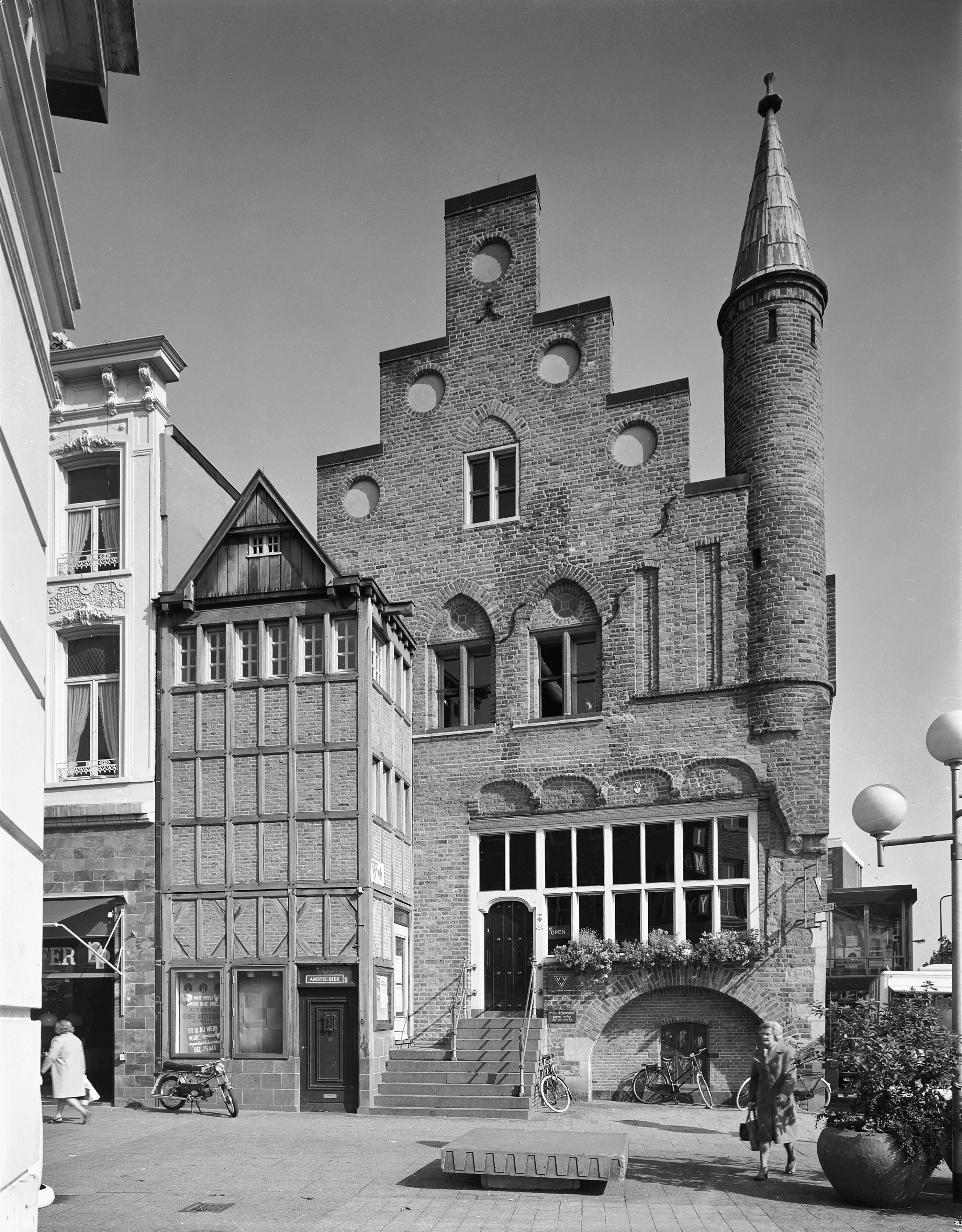
De Moriaan
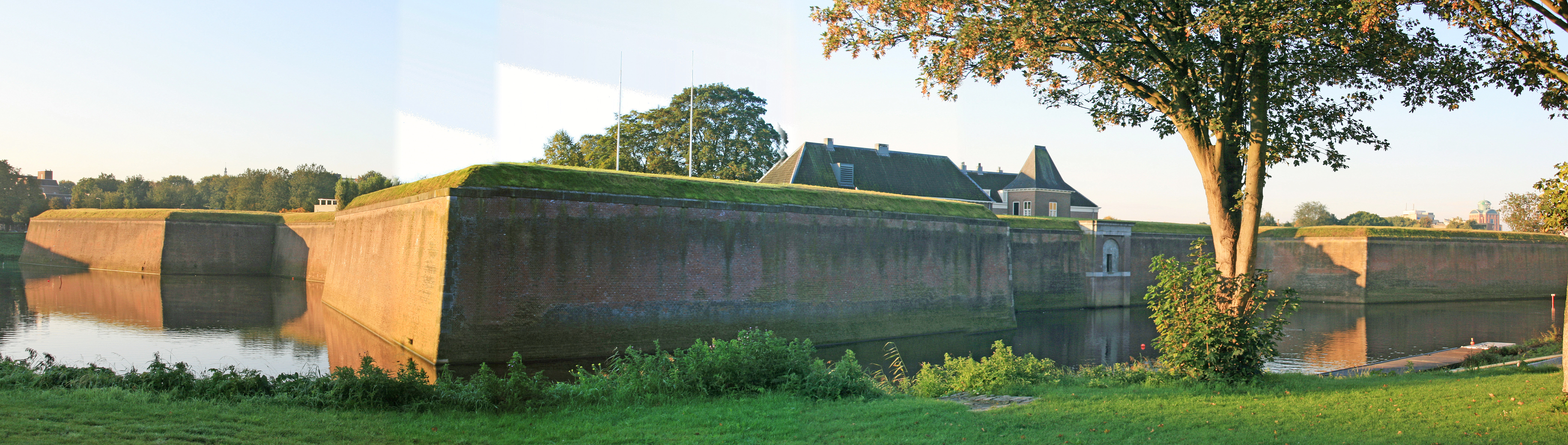
Citadela
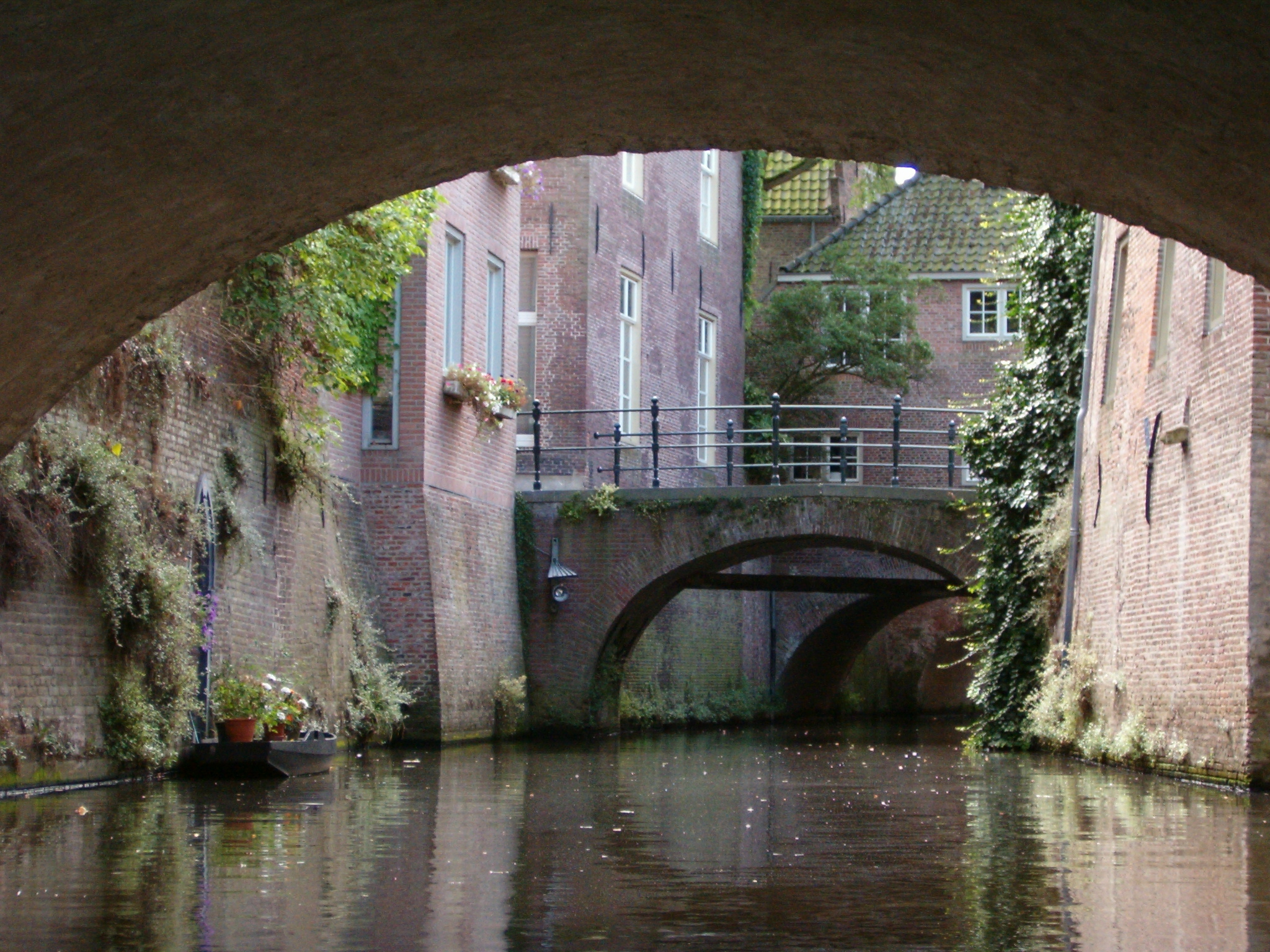
Kanál řeky Dieze